# Pinga (football, 1909)
Pour les articles homonymes, voir Pinga (homonymie).
Artur de Sousa appelé par son surnom Pinga est un footballeur portugais né le 30 septembre 1909 à Funchal et mort le 12 juillet 1963 à Porto, qui évoluait au poste d'attaquant.

## Biographie
Pinga reçoit 29 sélections en équipe du Portugal entre 1930 et 1942; équipe avec laquelle il inscrit 9 buts. Il est sacré champion du Portugal à deux reprises avec le FC Porto : en 1939 puis une nouvelle fois en 1940. Il termine par ailleurs meilleur buteur du championnat du Portugal lors de la saison 1935-1936.

## Carrière
- 1929-1930 :  CS Marítimo
- 1930-1946 :  FC Porto

## Palmarès
- 29 sélections et 11 buts en équipe du Portugal entre 1930 et 1942
- Champion du Portugal en 1939 et 1940 avec le FC Porto